# Helictonema
Helictonema es un género de plantas con flores con dos especies pertenecientes a la familia Celastraceae.

## Taxonomía
El género fue descrito por  Jean Baptiste Louis Pierre y publicado en Bulletin Mensuel de la Société Linnéenne de Paris 2: 73. 1898. La especie tipo es: Helictonema klaineanum

## Especies
- Helictonema klaineanum
- Helictonema velutina